# Malacocincla abbotti
A Malacocincla abbotti a madarak osztályának verébalakúak (Passeriformes) rendjébe és a Leiothrichidae családjába tartozó faj.

## Rendszerezése
A fajt Edward Blyth angol zoológus írta le 1845-ben.

## Alfajai
- Malacocincla abbotti abbotti Blyth, 1845
- Malacocincla abbotti altera (Sims, 1957)
- Malacocincla abbotti baweana Oberholser, 1917
- Malacocincla abbotti concreta Büttikofer, 1895
- Malacocincla abbotti krishnarajui Ripley & Beehler, 1985
- Malacocincla abbotti obscurior Deignan, 1948
- Malacocincla abbotti olivacea (Strickland, 1847)
- Malacocincla abbotti williamsoni Deignan, 1948[2]

## Előfordulása
Dél- és Délkelet-Ázsiában, Banglades, Bhután, India, Indonézia, Kambodzsa, Laosz, Malajzia, Mianmar, Nepál, Szingapúr, Thaiföld és Vietnám területén honos. Természetes élőhelyei a szubtrópusi vagy trópusi síkvidéki esőerdők, mocsári erdők, mangroveerdők és cserjések, folyók és patakok környékén. Állandó, nem vonuló faj.

## Megjelenése
Testhossza 17 centiméter, testtömege 26-32 gramm.

## Életmódja
Magányosan, vagy párban keresgéli rovarokból és gerinctelenekből álló táplálékát.

## Természetvédelmi helyzete
Az elterjedési területe rendkívül nagy, egyedszáma pedig stabil. A Természetvédelmi Világszövetség Vörös listáján nem fenyegetett fajként szerepel.